# Lepidiota stimulans
Lepidiota stimulans är en skalbaggsart som beskrevs av Heller 1914. Lepidiota stimulans ingår i släktet Lepidiota och familjen Melolonthidae. Inga underarter finns listade i Catalogue of Life.